# Ypsolopha striatella
Ypsolopha striatella là một loài bướm đêm thuộc họ Ypsolophidae. Chúng phân bố ở Hoa Kỳ, bao gồm California.
Sải cánh dài khoảng 22 mm.